# Межевский сельсовет
Межевский сельсовет — административная единица на территории Оршанского района Витебской области Республики Беларусь.

## Состав
Межевский сельсовет включает 38 населённых пунктов:
- Алантьево — деревня.
- Бояковщина — деревня.
- Глинище — деревня.
- Грязино — деревня.
- Дубницы — деревня.
- Дубровка — деревня.
- Заполье — деревня.
- Зоськово — деревня.
- Заречье — деревня.
- Ивашково — деревня.
- Измайлово — деревня.
- Казечино — деревня.
- Казечки — деревня.
- Каменка — деревня.
- Кашино — деревня.
- Колотовки — деревня.
- Коновалово — деревня.
- Лесничие — деревня.
- Лаги — деревня.
- Мальжонково — деревня.
- Лужки — деревня.
- Лужки
- Медведники — деревня.
- Межево — агрогородок.
- Молотынь — деревня.
- Моньково — деревня.
- Новое Село — деревня.
- Озерок — деревня.
- Рубашино — деревня.
- Свистуны — деревня.
- Смоляны
- Столбуны — деревня.
- Стайки — деревня.
- Стопурево — деревня.
- Ферма — деревня.
- Черкасово — деревня.
- Шемберово — деревня.
- Юрцево — деревня.